# Онанян, Глан Арменакович
Глан Армена́кович Онаня́н (15 марта 1933, Тифлис — 21 марта 2021, Москва) — русский советский поэт, учёный в области прикладной математики, философ. Переводчик, публицист, критик, кандидат технических наук, доктор философских наук, заслуженный работник культуры Российской Федерации.

## Биография
Окончил, с отличием, факультет теоретической радиотехники Тбилисского государственного университета, затем аспирантуру Московского электротехнического института, специализировался в философских проблемах кибернетики. Защитил диссертации на соискание учёной степени кандидат технических наук и доктор философских наук. 17 лет заведовал кафедрой теоретической радиотехники в Московском электротехническом институте связи.
Первая книга «Первый звонок» вышла в Тбилиси в 1963 году.

## Награды и премии
- Заслуженный работник культуры Российской Федерации[3]
- Международная литературная премия имени Александра Фадеева
- Международная литературная премия имени Георгия Леонидзе
- Золотая медаль Есенина (2008)
- Орден «Знак Почёта»
- Орден Красной Звезды